# Нувьон-ле-Конт
Нувьо́н-ле-Конт (фр. Nouvion-le-Comte) — коммуна во Франции, находится в регионе Пикардия. Департамент коммуны — Эна. Входит в состав кантона Марль. Округ коммуны — Лан.
Код INSEE коммуны — 02560.

## Население
Население коммуны на 2010 год составляло 273 человека.
| 1962 | 1968 | 1975 | 1982 | 1990 | 1999 | 2010 |
| ---- | ---- | ---- | ---- | ---- | ---- | ---- |
| 367  | 325  | 285  | 265  | 281  | 275  | 273  |

## Экономика
В 2010 году среди 176 человек трудоспособного возраста (15—64 лет) 132 были экономически активными, 44 — неактивными (показатель активности — 75,0 %, в 1999 году было 73,4 %). Из 132 активных жителей работали 116 человек (60 мужчин и 56 женщин), безработных было 16 (9 мужчин и 7 женщин). Среди 44 неактивных 14 человек были учениками или студентами, 16 — пенсионерами, 14 были неактивными по другим причинам.